# Nades
Nades är en kommun i departementet Allier i regionen Auvergne-Rhône-Alpes i de centrala delarna av Frankrike. Kommunen ligger  i kantonen Ébreuil som ligger i arrondissementet Montluçon. År 2022 hade Nades 158 invånare.

## Befolkningsutveckling
Antalet invånare i kommunen Nades
Referens: INSEE